# Apanteles vala
Apanteles vala är en stekelart som beskrevs av Nixon 1965. Apanteles vala ingår i släktet Apanteles och familjen bracksteklar. Inga underarter finns listade i Catalogue of Life.